# Conquista do Algarve
A Conquista Definitiva do Algarve deu-se entre 1238, data da conquista do castelo de Estômbar pela Ordem de Santiago e 1249, quando foram tomadas Faro, Loulé, Aljezur, Porches e Albufeira mediante iniciativa do rei D. Afonso III.

## Contexto
Praticamente desde a fundação do Condado Portucalense em 868 que Portugal se envolvia na reconquista de território sob controlo muçulmano. 
Em 1189, o rei D. Sancho conquistara Silves no Algarve, porém a grande cidade muçulmana foi reconquistada pelos almóadas em 1191 e quase todas as conquistas portuguesas a sul do Tejo perdidas, com excepção de Évora. Após isto, a nobreza portuguesa havia vindo a abster-se da participação na reconquista de territórios relativamente longínquos aos mouros, deixando-a para as Ordens militares e para os almogávares.

### Paio Peres Correia

A cruz da Ordem de Santiago.

Em 1234, o grão-mestre da Ordem de Santiago Pedro González Mengo decidiu levar a cabo a conquista do sul do Alentejo e do Algarve e para isso deslocou consideráveis recursos para a comenda que a Ordem detinha em Alcácer do Sal, cujo comendador era o experiente freire Paio Peres Correia, que em Fevereiro daquele ano deu entrada na referida cidade. Diz a Crónica da Conquista do Algarve que, "depois que ele la foy, loguo os mouros forom todos em hum acordo e todos se trabalhavam por defender sua terra", quando antes eram "em gran desvairo".

### O Emirado de Niebla ou Reino do Algarve
O actual Algarve fazia parte de um emirado muçulmano, que se estendia para norte da serra Algarvia e para leste do rio Guadiana, sediado na cidade de Niebla, cujo emir era Musa Ibn Muhammad Ibn Nassir Ibn Mahfuz, ou Aben Mafom nas crónicas cristãs.
Aben Mafom fugira de Sevilha quando Ibn Hud tomou o poder nesta cidade e derrotou a facção de Al-Baji, de quem Aben Mafom era seguidor. Assenhoreando-se de Niebla em 1234 ou 1236, tomou o título de "Emir do Ocidente" e prestou vassalagem ao rei Fernando III de Castela, forma de se proteger tanto contra os portugueses que avançavam a partir do norte como dos muçulmanos que o ameaçavam a partir de Sevilha. A ele se juntaram as cidades do sudoeste peninsular.
Ainda em 1234, Paio Peres Correia obteve a submissão de Aljustrel. Em 1238, ao mesmo tempo que o Sancho II tomava a vila portuária de Aiamonte, Paio Peres Correia conquista Mértola, considerada pelos muçulmanos como a melhor fortaleza no ocidente peninsular, que dava acesso à margem esquerda do rio Guadiana. Foi também ocupado o castelo de Alfajar da Pena, que permitia dominar a "Terra Chã" entre Aiamonte as povoações de Saltes, Gibraleão e Huelva, que protegiam Niebla. A partir deste momento, o Algarve via a suas comunicações por terra com o resto da península cortadas mas, os conflitos que entretanto estalaram entre o rei D. Sancho II e a Igreja obrigariam a Ordem de Santiago a empreender a conquista do Algarve totalmente por conta própria, sem poderem contar com o apoio da hoste e da frota do rei português.

## A conquista do Algarve 1238-1249
O principal obstáculo à penetração no Algarve eram as serras de Monchique e de Caldeirão. Muitos cavaleiros duvidavam da viabilidade de se conquistar posições para lá da serra devido à falta de homens e ganhos duvidosos. Paio Peres Correia, porém, contava o apoio do cavaleiro Garcia Rodrigues que, fruto da sua anterior ocupação como mercador, conhecia bem o Algarve, os seus caminhos, defesas e vulnerabilidades.

### Tomada de Estômbar e Alvor

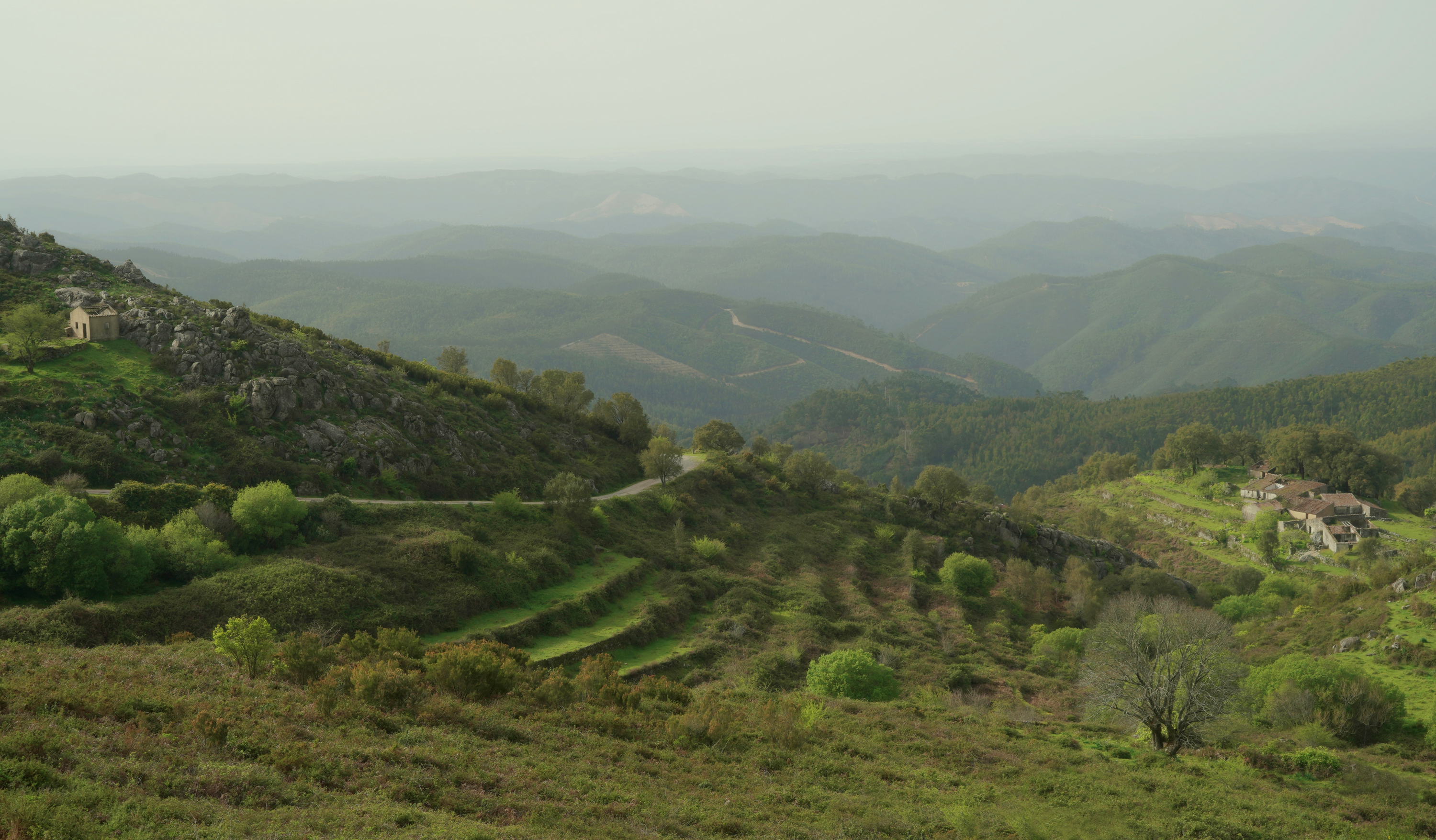
Serra de Monchique.

Presumivelmente na Primavera de 1238, cavaleiros almogávares, que ganhavam a vida nas razias além-fronteiras, guiados por Garcia Rodrigues encetaram a travessia da serra cuidadosamente, marchando de noite e acampando de dia, de forma a não serem detectados pelos muçulmanos, contornando o castelo de Ourique, primeira fortificação que vigiava a entrada para a serra. Tomaram de supresa o albacar de Estômbar, para o qual se dirigiu Paio Peres Correia com os seus homens assim que foi avisado e reforçou-o com uma guarnição necessária à sua defesa eficaz. Foi depois conquistada a torre de Alvor. Eram estes os "contra-castelos" que serviriam para atacar os arredores da grande cidade de Silves, debilitando os seus residentes até à tomada final. A partir de Estômbar, Paio Peres Correia levou a cabo numerosas cavalgadas contra as aldeias, quintas e pomares do fértil vale do Arade.

### A troca de Estômbar e Alvor por Cacela, Outubro 1238
Os castelos de Marrachique, Ourique, Messines e Montagudo, que protegiam a serra, encontravam-se ainda em mãos muçulmanas, dificultado aos cavaleiros espadatários em Estômbar o seu abastecimento a partir de Aljustrel. Aben Mafom, por sua vez, carecia de meios para defender o ocidente Algarvio, por isso propôs trocar o castelo de Estômbar pelo de Cacela Velha.
Fortificação maior e mais fácil de defender que Estômbar, aparentava ser para a Ordem uma boa troca, por isso Paio Peres Correia tomou dela posse ainda em Outubro de 1238. Aben Mafom, porém, sabia que Tavira era menos vulnerável que Silves, para além de que Cacela encontrava-se na parte mais inóspita do Algarve, nenhuma povoação de relevo tinha para oriente, e que o terreno para ocidente era mais aberto e logo favorecia a superioridade numérica muçulmana.

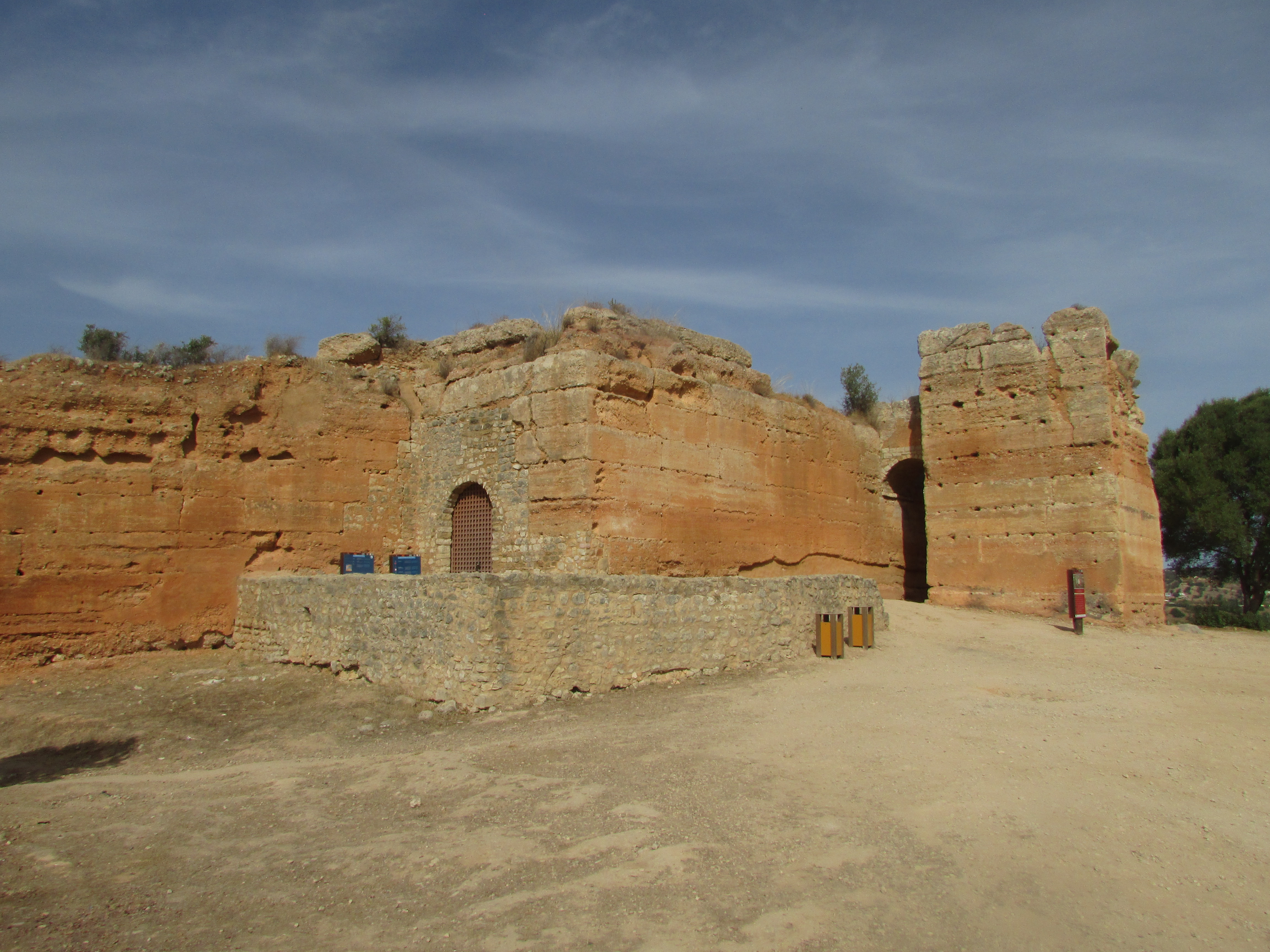
Castelo de Paderne, aspecto actual.

Provavelmente em Junho de 1239, Paio Peres Correia tentou tomar de surpresa a partir de Cacela o Castelo de Paderne, que vigiava a estrada que unia o sotavento a Silves e de onde poderiam ser lançadas algaras em todas as direcções. Foram porém detectados ao aproximarem-se e obrigados a bater em retirada. Os cavaleiros de Faro, Loulé e Tavira uniram-se então sob o comando de Aben Fabola de Tavira, de forma a interceptar os cristãos e forçá-los a um combate em campo aberto mas também os muçulmanos foram detectados pelos batedores cristãos e, ao romper do dia seguinte, os espadatários derrotaram-nos com uma carga de cavalaria, no sítio ainda hoje chamado "Desbarato", perto de Santa Catarina da Fonte do Bispo. Deteve-se porém Paio Peres Correia por suspeitar de uma retirada fingida, estratagema muito empregue pelos mouros. No dia seguinte, a rectaguarda espadatária, onde seguia o mestre Paio Peres Correia, foi atacada em Almargem, forçando-os a refugiarem-se no "Cabeço do Mestre" até ao cair da noite.

### A Conquista de Tavira

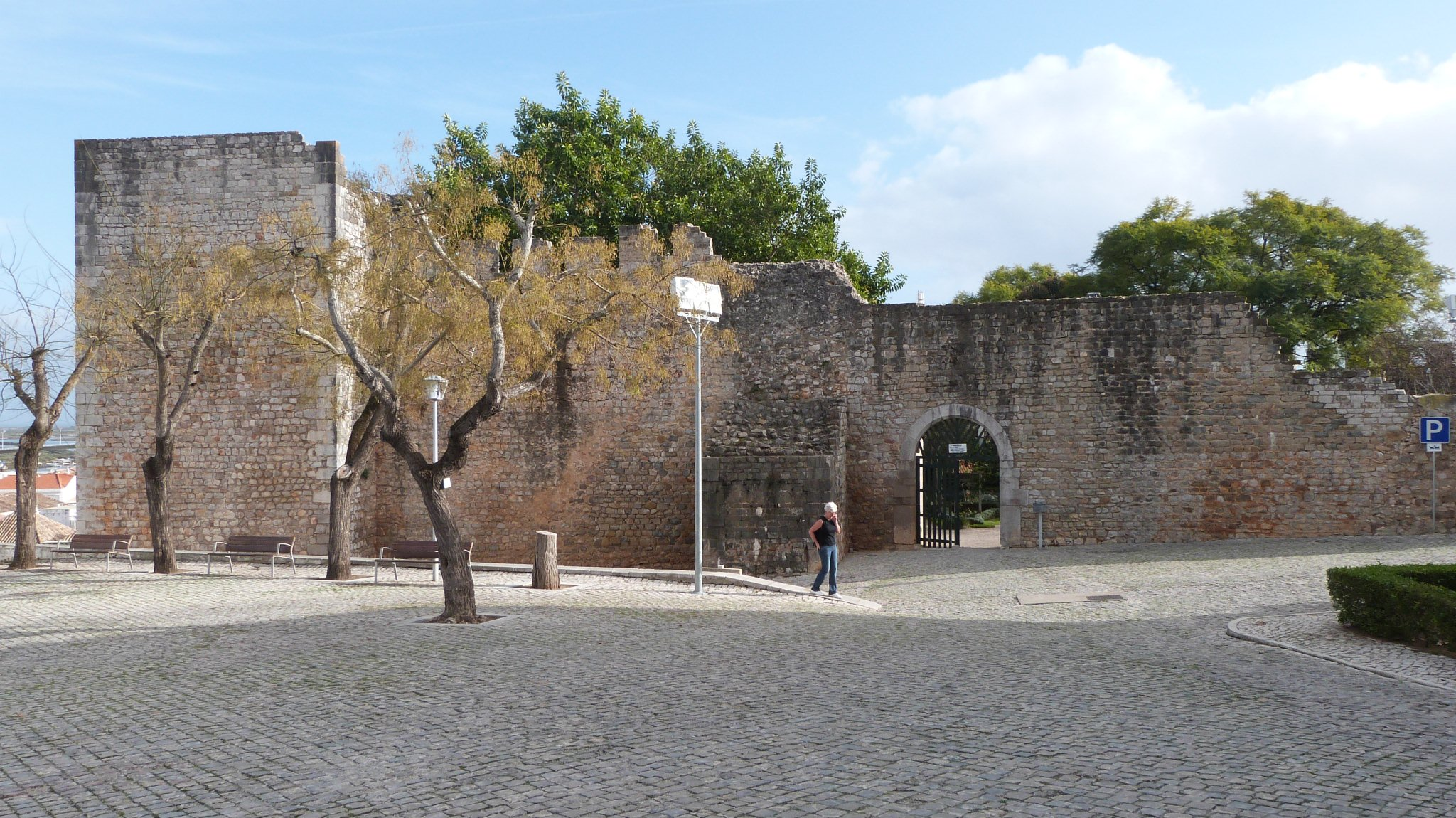
O castelo de Tavira.

Não tendo derrotado os cavaleiros espadatários decisivamente, os muçulmanos firmaram com Paio Peres Correia uma trégua para os meses de Julho a Setembro de forma a poderem ceifar o trigo e colher figos em paz; o mestre aceitou para poder recrutar mais homens.
Não obstante a trégua, Garcia Rodrigues e seis cavaleiros foram massacrados em Antas, na actual freguesia de Luz de Tavira, pela guarnição de Tavira, que se sentiu provocada quando aqueles atravessaram o território da cidade para caçar aves. Avisado do caso, logrou o mestre Paio Peres Correia reunir os seus homens, derrotar a guarnição quando esta ainda se encontrava em Antas e persegui-la até às portas de Tavira, logrando penetrar pela Porta da Traição, antes que qualquer resistência pudesse ser organizada.

### A Conquista de Salir, Silves e Paderne

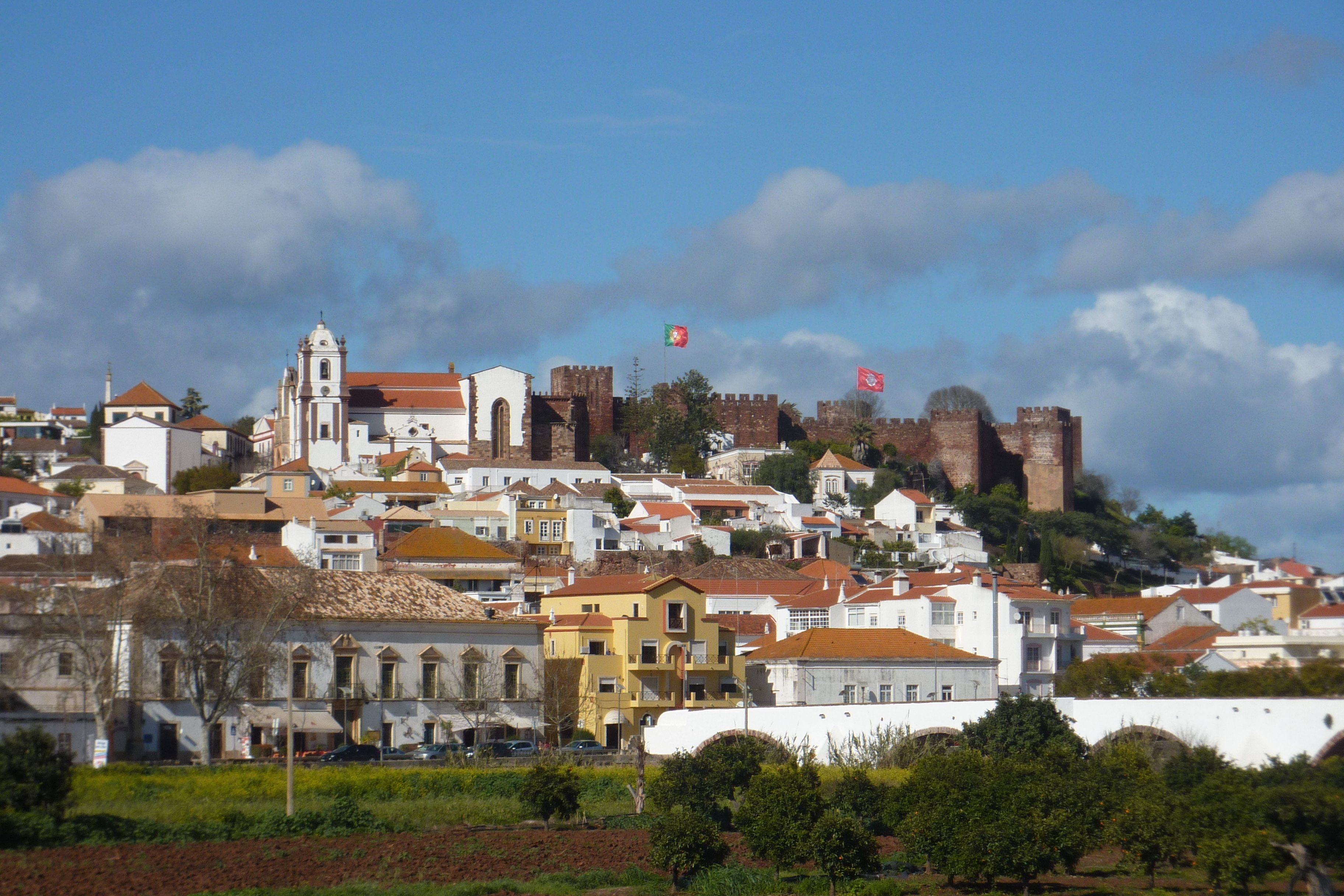
Cidade e alcáçova de Silves.

Conquistada Tavira, seguiu-se Salir, castelo posicionado numa das poucas vias que atravessava longitudinalmente o Algarve e o ligava ao Alentejo.
Procurou então Paio Peres conquistar Silves, onde por então se encontrava Aben Mafom, mediante um logro: enviou um pequeno destacamento a cercar Estômbar, divulgando a falsa informação que ia ele ao comando com o grosso das tropas e, quando soube que Aben Mafom saíra de Silves o grosso da guarnição, atacou Silves, escalando as suas muralhas. A alcáçova da cidade, onde a maioria dos residentes se havia recolhido, resistia ainda aos espadatários quando Aben Mafom regressou com as suas tropas. Os muçulmanos envolveram-se então em sangrentos confrontos com os cristãos na "Couraça", troço da muralha que ligava a cidade ao rio mas, não vendo meios de socorrer a citadela, Aben Mafom retirou-se. Viveria por mais duas dezenas de anos, embora uma tradição local diga que se afogou num rio próximo. A alcáçova de Silves foi penetrada em alguns pontos e rendida mediante acordo favorável oferecido por Paio Peres. A ardilosa conquista de Silves foi a obra-prima táctica de Paio Peres Correia durante a sua campanha no Algarve.
Paderne foi conquistado alguns dias depois por escalada e os seus defensores passados a fio de espada, por terem morto dois cavaleiros de Santiago. É provável que os castelos serranos de Monchique, Montagudo, Marachique, Ourique e Messines se tenham rendido pouco depois.

### A Conquista de Faro, Loulé, Aljezur, Porches e Albufeira, 1249

Bandeira de D. Afonso III.

Regressado Paio Peres Correia a Castela, no Algarve restavam ainda as povoações muçulmanas de Aljezur, Faro, Loulé e Albufeira, difíceis de tomar sem recurso a uma frota e cujos senhores se submeteram à autoridade dos Merínidas de Marrocos.
O papa Gregório IX emitiu em 1241 a bula Cum Charissimus de forma a pressionar D. Sancho II a reduzir estes últimos enclaves mas, o rei português, incapaz de controlar os nobres portugueses e a braços com guerra civil contra o seu irmão D. Afonso III não podia levar a cabo novas campanhas militares.
Vitorioso D. Afonso III em 1248, desencadearia este novos ataques de forma a firmar a sua autoridade enquanto rei perante nobres refractários, recompensar seguidores fieis e cumprir uma promessa que fizera ao papa Inocêncio IV em 1245 caso alcançasse o trono.
Nas primeira semanas de Março de 1249, D. Afonso III atravessou a serra algarvia por Almodôvar. Acompanhavam-no os seus principais apoiantes durante a guerra civil, com D. João de Aboim à cabeça, mas também os chefes das Ordens militares, como o mestre da Ordem de Calatrava em Portugal, D. Lourenço Afonso, e Paio Peres Correia à cabeça dos espadatários, este acompanhado por Gonçalo Peres Magro, comendador de Mértola.
 

À importante cidade portuária de Faro foi imposto o primeiro cerco. Enquanto não apareceu a frota portuguesa, o alcaide Alboambre ainda esboçou alguma resistência, confiado em reforços vindos do norte de África mas bloqueado o porto, a cidade entregou as chaves ao rei português, evitando assim o derramamento de sangue e garantindo um estatuto favorável.

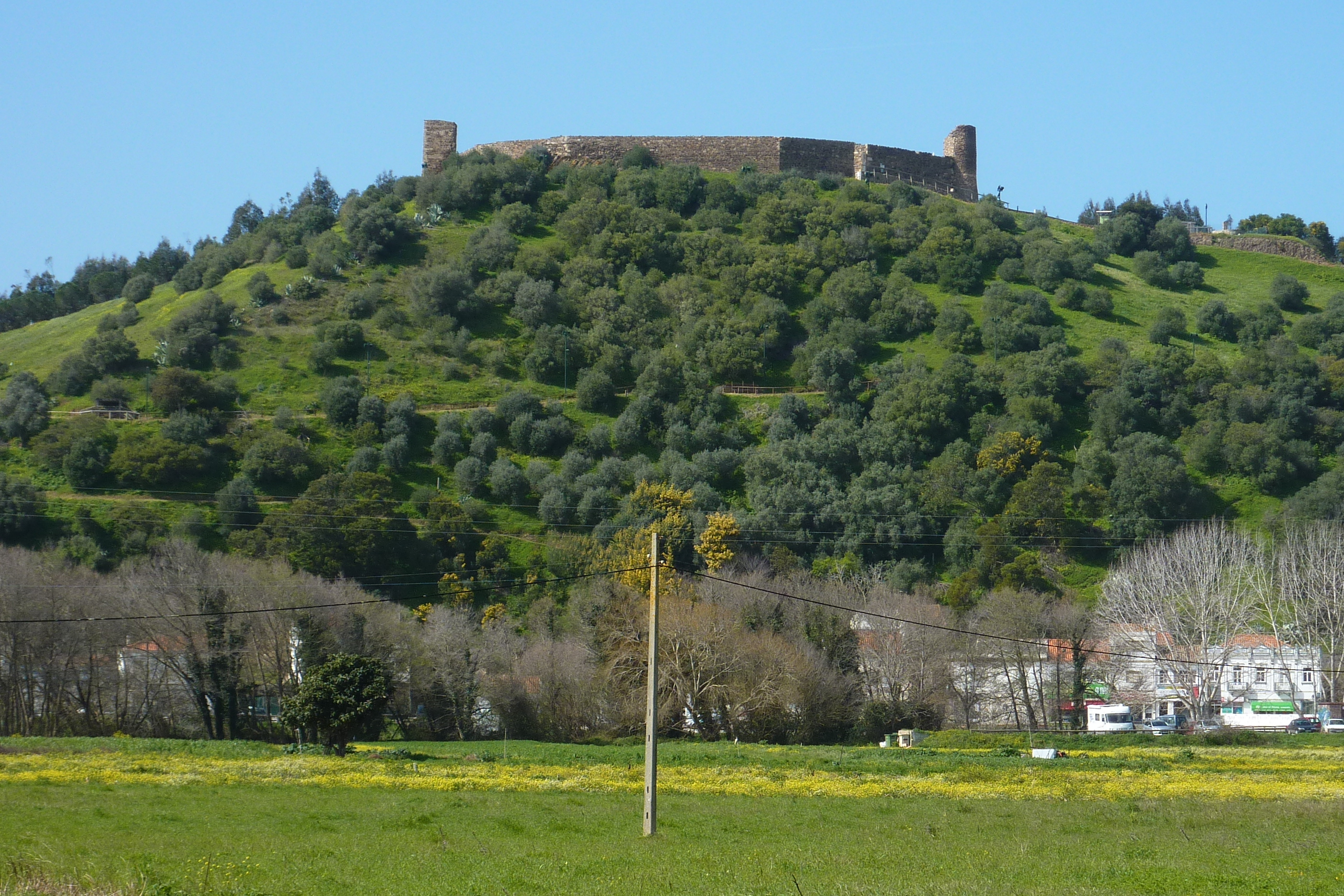
O castelo de Aljezur.

Conquistada Faro, Loulé rendeu-se depois ao fim de pouca acção. Aljezur foi tomada por Paio Peres Correia segundo a Crónica da Conquista do Algarve. Porches e Albufeira renderam-se a D. Lourenço Afonso.

## Consequências
Através de uma eficaz e inteligente gestão dos limitados recursos à sua disposição, Paio Peres Correia não só não chegou nunca a sofrer as dificuldades inerentes à travessia das serras ou à conquista de castelos montanheses como conquistou a maior parte do Algarve e as suas mais importantes cidades com recurso à guerra das "razias" ou "correrias", sem nunca lhes impor cercos materialmente incomportáveis para a Ordem.
D. Afonso III completou a conquista do Algarve e assumiu o título de "Rei de Portugal e do Algarve", criado por D. Sancho aquando da primeira conquista de Silves 60 anos antes.
O rei de Portugal reclamara para si a conquista do Algarve, porém Aben Mafom havia-se declarado vassalo do rei Fernando III de Castela, que por isto considerava pertencer-lhe o território. Isto deu origem a uma crise diplomática entre D. Afonso e D. Fernando, que só veio a ser definitivamente resolvida com a assinatura do Tratado de Badajoz de 1267, em que os direitos de D. Afonso eram reconhecidos e a fronteira fixada no Guadiana.